# Танака, Раймонд Кэнъити
Раймонд Кэнъити Танака (31 августа 1927, Япония — 29 июля 2021) — католический прелат, епископ Киото с 8 июля 1976 года по 3 марта 1997 год.

## Биография
21 декабря 1951 года Раймонд Кэнъити Танака был рукоположён в священника.
8 июля 1976 года Римский папа Павел VI назначил Раймонда Кэнъити Танаку епископом Киото. 23 сентября 1976 года состоялось рукоположение Раймонда Кэнъити Танаку в епископа, которое совершил кардинал архиепископ Токио Павел Ёсигоро Тагути в сослужении с епископом Киото Павлом Ёсиюки Фуруей и епископом Такамацу Франциском Ксаверием Эйкити Танакой.
3 марта 1997 года вышел в отставку.